# Aparceros
Aparceros är en ort i Mexiko.   Den ligger i kommunen Nacajuca och delstaten Tabasco, i den sydöstra delen av landet, 700 km öster om huvudstaden Mexico City. Aparceros ligger 7 meter över havet och antalet invånare är 647.
Terrängen runt Aparceros är mycket platt. Runt Aparceros är det tätbefolkat, med 442 invånare per kvadratkilometer. Närmaste större samhälle är Villahermosa, 4,8 km sydost om Aparceros. Runt Aparceros är det i huvudsak tätbebyggt.